# Leo Figaro
Leo Figaro（リオウ・フィガロ）は日本の歌手、ソングライター、ギタリスト。

## 概要
インディーズのマルチプレイヤーで関西のメロディックスピードメタルバンド「Minstrelix」、関東のシンフォニックメタルユニット「Marchen Station」で活動している。AORバンド「DREAMSTORIA」のボーカリスト・作詞・作曲も担当していた。
Leo Figaro名義でソロプロジェクトとして活動しているが、バンドやプロジェクトでボーカルを担当することもある。『CRヴァンヘルシング』では大当たり時の楽曲を歌っている。「Dragon Guardian」、「ダーディアン」、「桜牙」など、コラボレーション作品にも積極的に参加している。2005年8月にMinstrelixを脱退したものの復帰した。

## 参加アーティスト
- Dragon Guardian
- ダーディアン